# Serben in Österreich
Serben in Österreich bilden den Teil der serbischen Diaspora in Österreich und gelten neben den Deutschen und den Türken als die größte Migrantengruppe des Landes. Die genaue Zahl der ethnischen Serben in Österreich ist nicht bekannt, da in den Volkszählungen nur nach Staatsangehörigkeit und Muttersprache gefragt wird und nicht nach ethnischer Zugehörigkeit. Die gesamte Zahl der in Österreich lebenden Personen serbischer Abstammung wird auf rund 250.000 geschätzt. Nach der österreichischen Volkszählung im Jahre 2001 gaben damals 177.320 Menschen serbisch als ihre Umgangssprache an, dies beinhaltet auch Doppelangaben deutsch/serbisch. Von diesen Personen besaßen 41.944 die österreichische Staatsbürgerschaft

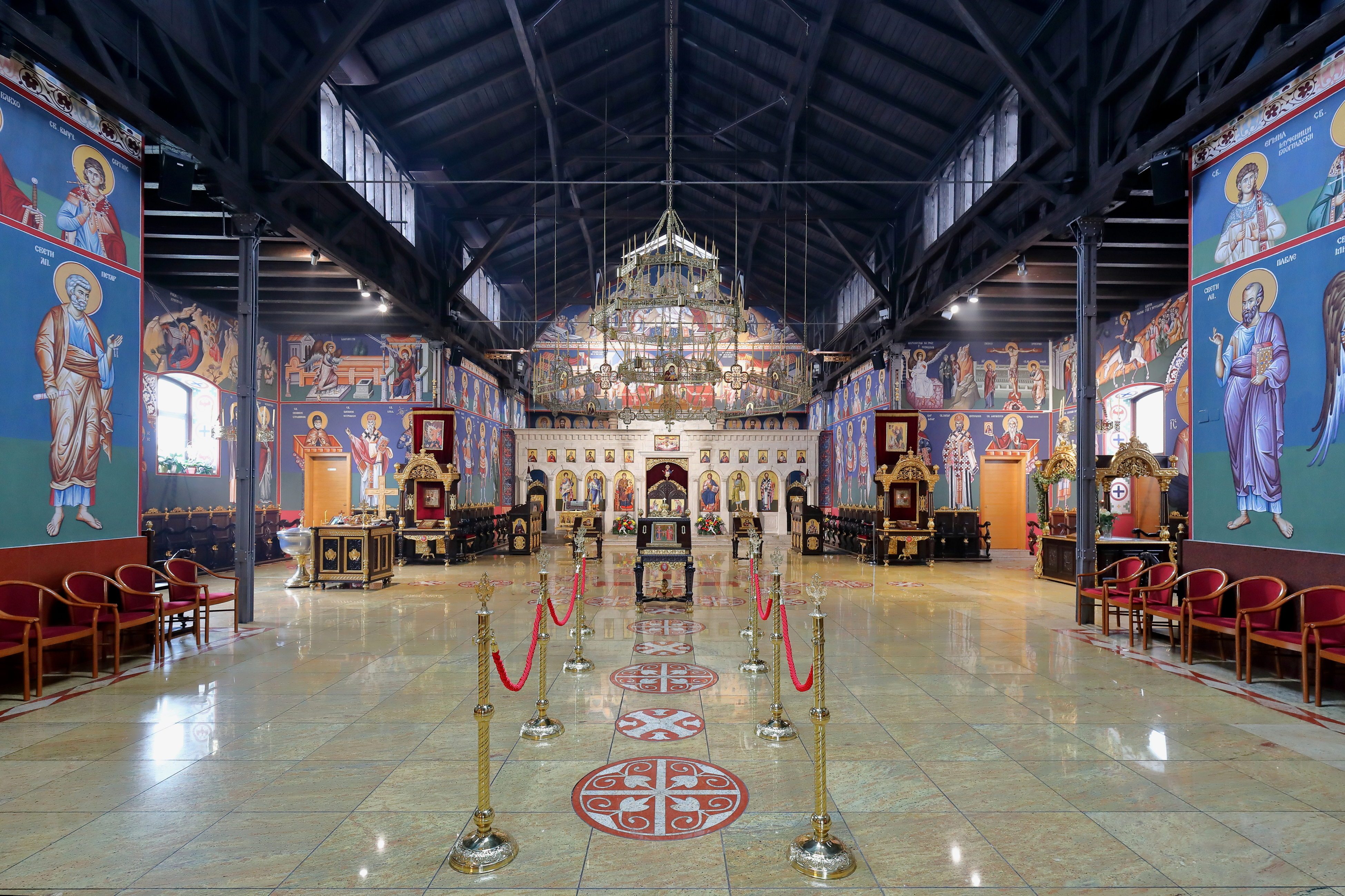
Innenansicht Wiens größter serbisch-orthodoxer Kirche

Die ersten Serben siedelten sich in Wien schon zur Kaiserzeit an, so etwa im 18. Jahrhundert in Magdalenengrund. In größerer Zahl wanderten Serben in den 1960er, 1970er und 1980er Jahren als sogenannte Gastarbeiter ein.